# Человек из притона
«Человек из притона» (англ. Honkytonk Man) — американский музыкальный художественный фильм 1982 года режиссёра и продюсера Клинта Иствуда, основанный на одноимённом романе Клэнси Карлайла. Кроме самого Иствуда, в картине играют его сын Кайл и певец Марти Роббинс, умерший накануне премьеры. Главный герой, Ред Стовалл, имеет черты Джимми Роджерса — первой звезды кантри. «Человек из притона» не имел коммерческого успеха, но критики восприняли его благожелательно.

## Сюжет
Главный герой фильма — певец кантри Ред Стоволл, больной туберкулёзом. У него появляется возможность прославиться на концерте Grand Ole Opry в Нэшвилле, штат Теннесси, и он отправляется туда в сопровождении юного племянника Уита. После череды приключений, которые включают первый сексуальный контакт Уита в борделе, герои приезжают в Нэшвилл. Из-за приступа кашля на прослушивании Ред не попадает на концерт, но ему предлагают записать пластинку. Между тем болезнь Реда достигает критической стадии, так что в студии его приходится заменить гитаристу Смоки. Рэд умирает, а Уит клянётся рассказать историю дяди.

## В ролях
- Клинт Иствуд — Ред Стоволл
- Кайл Иствуд — Уит
- Марти Роббинс — Смоки

## Релиз и оценки
«Человек из притона» вышел в прокат 15 декабря 1982 года. За первые выходные он был показан на 677 экранах, но собрал всего 667 727 долларов, что стало худшим показателем в фильмографии Иствуда . В общей сложности фильм собрал в США и Канаде 4,5 млн долларов. Он был номинирован на премию «Золотая малина» за песню No Sweeter Cheater than You.
Фильм получил признание критиков и набрал 93 % баллов на сайте Rotten Tomatoes. Обозреватель The New York Post написал, что в «Человеке из притона» есть трогательные моменты, хотя фильм и неидеален. Роджер Эберт дал картине три звезды из четырёх, написав: «Это милый, причудливый, сдержанный фильм, фильм, который заставляет вас чувствовать себя хорошо, не давя на вас слишком сильно».